# Hueva
Hueva település Spanyolországban, Guadalajara tartományban.  Lakosainak száma 115 fő (2024).

## Népesség
A település népessége az utóbbi években az alábbiak szerint változott:
| Lakosok száma | 139  | 138  | 141  | 134  | 146  | 150  | 149  | 143  | 105  | 115  |
|               | 2001 | 2004 | 2006 | 2009 | 2011 | 2014 | 2016 | 2019 | 2021 | 2024 |